# Cristi Puiu

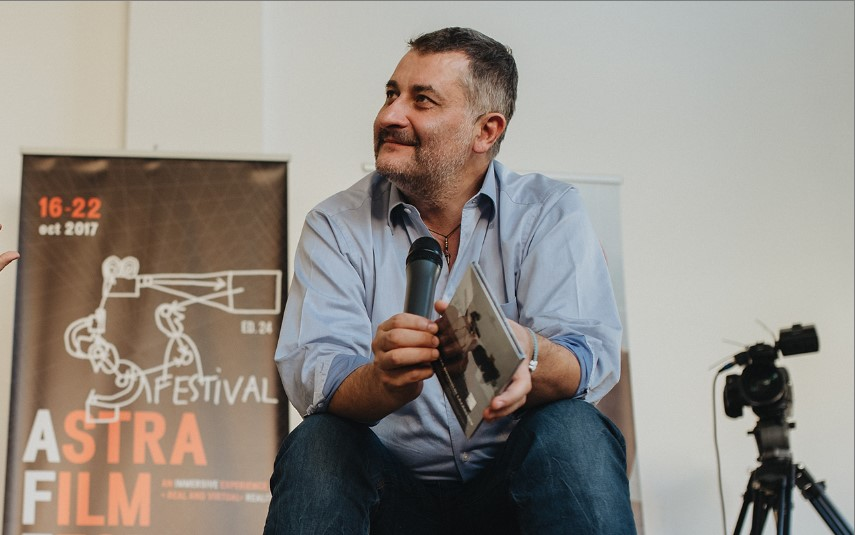
Cristi Puiu (2017)

Cristi Puiu (* 3. April 1967 in Bukarest) ist ein rumänischer Filmregisseur und Drehbuchautor.

## Leben
Cristi Puiu nahm seit seinem 10. Lebensjahr Kunstunterricht und stellte seine Werke 1990 zusammen mit weiteren jungen Künstlern aus Rumänien im Rahmen einer Ausstellung in Lausanne aus.
Puiu studierte Malerei und Regie an der Ecole Supérieure d’Art Visuel in Genf und veröffentlichte 2001 sein Spielfilmdebüt mit Ware und Geld (Marfa și banii), bei dem er Regie führte und das Drehbuch schrieb. Für dieses Roadmovie, das von der gesellschaftlichen Situation in Osteuropa handelt, wurde er auf mehreren internationalen Filmfestivals ausgezeichnet, unter anderem in Bratislava und Thessaloniki und auf dem Filmfestival Cottbus mit dem Findlingspreis. Der Film wurde auch für den großen Preis der Kritikerwoche beim Internationalen Filmfest in Cannes nominiert. Die rumänischen Filmkritiker sind sich einig, dass der Film Marfa și banii (2001) die Geburtsstunde der neuen Welle im rumänischen Film darstellte.
Puius nächste Regiearbeit war der mit dem Goldenen Bären und von der Europäischen Filmakademie (EFA) als bester Kurzfilm des Jahres 2004 ausgezeichnete Kurzfilm Eine Stange Kent und ein Päckchen Kaffee (Un cartuș de Kent și un pachet de cafea, 2004).
Mit dem erneut mehrfach preisgekrönten und von Kritikern hoch gelobten Der Tod des Herrn Lazarescu (Moartea domnului Lăzărescu) gelang ihm 2005 der endgültige Durchbruch. Puiu erhielt für diesen Film bei den Internationalen Filmfestspielen von Cannes 2005 den Preis der Nebenreihe Un Certain Regard und wurde in der Kategorie Regie (Cristi Puiu) und Drehbuch (Răzvan Rădulescu und Cristi Puiu) für den Europäischen Filmpreis nominiert.
2010 drehte Puiu den Spielfilm Aurora, in dem er auch die Hauptrolle (Viorel) spielt. Aurora wurde 2012 mit dem rumänischen Filmpreis GOPO in den Kategorien bester Film, beste Regie und bestes Drehbuch ausgezeichnet.
2016 erhielt er für Sieranevada seine erste Einladung in den Wettbewerb der 66. Internationalen Filmfestspiele von Cannes.
Bei den beiden Spielfilmen Ware und Geld und Der Tod des Herrn Lăzărescu war Cristi Puiu nicht nur Regisseur, sondern, neben Răzvan Rădulescu, auch Drehbuchautor. Gemeinsam verfassten sie auch das Drehbuch zu Niki und Flo (Niki Ardelean, colonel în rezervă, 2003) einem Film von Lucian Pintilie und Offset (2005) vom deutschen Regisseur Didi Danquart.
Sein Spielfilm Malmkrog hatte in der Sektion Encounters der 70. Berlinale am 21. Februar 2020 Weltpremiere.
Im Mai 2024 wurde Puiu Mitglied der European Film Academy.

## Auszeichnungen
- 2001: Internationales Filmfestival Thessaloniki – Premiul FIPRESCI für Ware und Geld (Marfa și banii)
- 2001: Festival des osteuropäischen Films in Cottbus – Findlingspreis für Ware und Geld (Marfa și banii)
- 2002: Internationales Filmfestival in Buenos Aires – Preis „Abasto“ für Ware und Geld (Marfa și banii)
- 2002: Festival des europäischen Debutfilms in Angers – Preis „Procirep“ für Ware und Geld (Marfa și banii)
- 2002: Filmfestival in Triest – Besondere Auszeichnung der Jury für Ware und Geld (Marfa și banii)
- 2004: Internationale Filmfestspiele Berlin – Der „Goldene Bär“ für den besten Kurzfilm für Eine Stange Kent und ein Päckchen Kaffee (Un cartuș de Kent și un pachet de cafea)
- 2005: Reykjavík International Film Festival – Preis „Die Entdeckung des Jahres“ (verliehen an junge Talente) für Der Tod des Herrn Lazarescu (Moartea domnului Lăzărescu)
- 2005: Chicago International Film Festival – Spezialpreis der Jury für Der Tod des Herrn Lazarescu (Moartea domnului Lăzărescu)
- 2005: Internationale Filmfestspiele von Cannes – Auszeichnung „Un Certain Regard“ für Der Tod des Herrn Lazarescu (Moartea domnului Lăzărescu)
- 2012: GOPO Preis (Preis der rumänischen Filmindustrie) für die beste Regie von Aurora

## Filmografie

### Regie
- 1993: Interioare
- 1994: Nicăieri nu e ca acasă
- 1995: Înainte de micul dejun / Before Breakfast
- 1996: 25. Dezember 1995, București, Gara de Nord
- 1998: 13.–19. Juli 1998, Craiova, Azilul de batrani / Asylum
- 2001: Ware und Geld (Marfa și banii)
- 2003: Niki und Flo (Niki Ardelean, colonel în rezervă)
- 2004: Eine Stange Kent und ein Päckchen Kaffee (Un cartuș de kent și un pachet de cafea)
- 2005: Der Tod des Herrn Lazarescu (Moartea domnului Lăzărescu)
- 2010: Aurora
- 2012: Trois excercises d'interpretation / Trei exerciții de interpretare
- 2014: La cognac
- 2014: Die Brücken von Sarajevo
- 2016: Sieranevada
- 2020: Malmkrog

### Drehbuch
- 2001: Ware und Geld (Marfa și banii)
- 2003: Niki und Flo (Niki Ardelean, colonel în rezervă) (r. Lucian Pintilie)
- 2004: Eine Stange Kent und ein Päckchen Kaffee (Un cartuș de kent si un pachet de cafea) (r. Cristi Puiu)
- 2004: Hacker (r. Stere Gulea, Alexandra Gulea)
- 2005: Der Tod des Herrn Lazarescu (Moartea domnului Lăzărescu)
- 2006: Offset (r. Didi Danquart)
- 2010: Aurora (r. Cristi Puiu)
- 2014: La Cognac (r. Cristi Puiu)
- 2016: Sieranevada (r. Cristi Puiu)
- 2020: Malmkrog